# Josef Těšínský
Josef Těšínský (28. ledna 1916 Raškovice – 7. dubna 1975 České Budějovice) byl 2. zpravodajský důstojník a pobočník velitele u 310. a operační pilot u 312. československé stíhací perutě RAF za druhé světové války.

## Život

### Mládí a studium
Narodil se jako druhorozený syn Leopolda a Viktorie Těšínských. V letech 1928–1936 studoval na Reálném gymnáziu v Místku. Po maturitě byl přijat na Vojenskou akademii do Hranic, kterou absolvoval 14. srpna 1938 v hodnosti poručíka letectva Československé armády.
- Reálné gymnázium v Místku (1928–1936). Maturitní zkouška (zkouška dospělosti) 10. 6. 1936.
- 1. 10. 36 Škola důstojníků letectva v záloze – Prostějov.
- 1.7.1937 byl jmenován pozorovatelem - letcem.
- 1. 10. 37 – 14. 8. 38 Vojenská akademie v Hranicích 1937/1938.
- 24. 6. 1938 byl jmenován poručíkem.
- 14. 8. 1938 čekatelem na služební místo ve služební kategorii důstojníků absolventů vojenské akademie.

### Profesní život v armádě
Poté byl přidělen k 1. leteckému pluku T. G. Masaryka v Milovicích. Záhy po okupaci republiky, v dubnu 1939, za pomoci Jana Rybnera z Vyšních Lhot emigroval přes Polsko do Velké Británie. Aktivně se zapojil do československého zahraničního odboje. Působil jako 2. zpravodajský důstojník a později pobočník velitele u 310. čs. stíhací perutě a operační pilot-stíhač u 312. čs. stíhací perutě RAF. Zúčastnil se bitvy o Británii a bojů po vylodění na kontinentu.
- 15. 8. 1938 přidělen k leteckému pluku do Hradce Králové.
- 30. 9. 1938 přidělen k letce 66 v Milovicích, jako nižší důstojník letky.
- 5. 5. 1939 odeslán na řádnou dovolenou v důsledku likvidace čs. branné moci.
- 21.6.1939 odešel po okupaci do Polska a dále do Francie, kde byl přijat do cizinecké legie.

K útěku do Polska v roce 1939 mu pomohl rolník ve Vyšních Lhotách u Frýdku Jan Rybner. Dne 21. června 1939 ho převezl přes hranici protektorátu spolu s npor. letectva Antonínem Velebnovským (padl v Anglii v roce 1941) a kpt. děl. Ambrožem Bílkem (padl u Dukly v r. 1944) ve voze naloženém polním nářadím po polní cestě z Vyšních Lhot do Komorní Lhotky. Jan Rybner odmítl od vojáků za svou pomoc převzít jakoukoli odměnu.
Za hranicí je zajistili polští pohraničníci, kteří se chovali korektně. Sepsali jejich nacionále, které poslali do Krakova, kde se v rámci čs. konzulátu formoval náš odboj, organizovaný mimo jiné plk. Ludvíkem Svobodou. Asi po 14 dnech přišla z Krakova odpověď a uprchlíci se mohli vydat na cestu do Krakova, kde byl prezentován 4. 7. 1939. Tam byli zařazeni do skupiny čs. vojáků a ubytováni nejdříve v Turistickém domě, později, když už kapacita nestačila, ve starých kasárnách. Problém byl, co dál. Válka ještě nezačala, Polsko ve vztahu k Německu stále lavírovalo a Francie byla ochotna přijmout jen ty čs. vojáky, kteří vstoupí do cizinecké legie. Několik pilotů převzali Poláci, ale jinak o české vojáky v té době nikdo nestál.

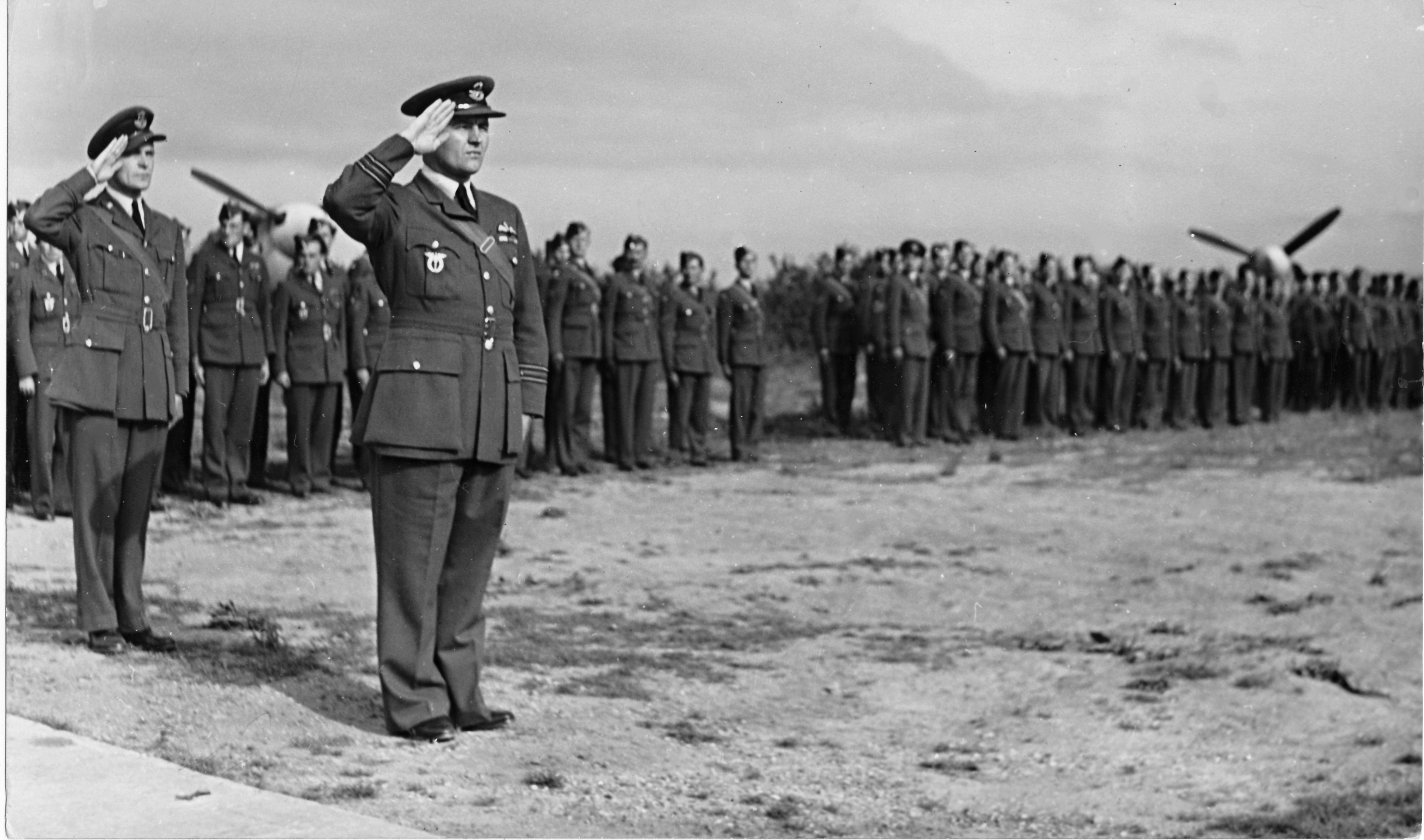
Exeter 18.7.1942. Slavnostní nástup 310. perutě během návštěvy Dr. Edvarda Beneše. Josef Těšínský stojí samostatně vlevo hned za velitelem Františkem Doležalem a salutuje. Mezi nimi je první zleva Leopold Šrom.

- 31. července 1939, než vypukla válka, se dostal lodním transportem, lodí Kastelholm do Calais do Francie a do Tours. Zařazen byl do výcvikového střediska pro bombardovací letectvo v Tours, skupiny kpt. Veselého. Po porážce Francie se lodním transportem, lodí Ary Schaffer dostal do Velké Britálie.
- 19. 6. 1940 loď vyplula z Bordeaux, do britského přístavu Falmouth doplula 23. 6. 1940. Přidělen byl jako 2. zpravodajský důstojník k 310. stíhací peruti.
- 20. 2. 1941 ustanoven pobočníkem velitele 310. perutě. (plk. Hess, pplk. Weber, pplk. Doležal, pplk. Foit).
- 15.4.1943 byl přemístěn k náhradnímu tělesu čs. letectva.
- 15.5.1943 absolvoval letecký výcvik v Anglii a Kanadě, který ukončil v únoru 1945 (por. Murcek, kpt. Zima).
- 5. 12. 1944 ukončení pilotního výcviku a zařazení k 312. čs. stíhací peruti jako operační pilot (vel. kpt. Šlouf, pplk. Hrbáček).

Zúčastnil se mimo jiné jako stíhací doprovod bombardovacích svazů při denních náletech na průmyslové, komunikační a vojenské objekty na nepřátelském území a výsadkové operace spojeneckých vojsk v prostoru Wessel.
U 57. OTU:
- 29.1.1945 ve 14:40 nehoda západně od letiště Eshott se Spitfirem Mk.VC AB 214 v důsledku poruchy motoru. Podrobnosti neznámy. Nezraněn.[2]

U 312. sqdr.: (Spitfire F Mk.IX BS464)
- 23.2.1945 nastoupil jako operační pilot k 312. čs. peruti.
- 23.3.1945 Ramrod 1511. Doprovod 80 Lancasterů na objekty soustředění německého vojska ve Wesselu.[3]
- 24.3.1945 Operace Varsity. Doprovod výsadkových a válečných Dakot, Halifaxů a Stirlingů mezi Lille a Bruselem při výsadkové operaci Spojenců do prostoru Wessel. Start i přistání na B-65.[3]
- 25.3.1945 Ramrod 1516. Doprovod 150 Halifaxů a Lancasterů na Osnabrück. Start z B-65.[3]
- 13.4.1945 v 16:30 po startu z polního letiště Petit Brogel u Spitfiru HF.Mk.IXC BS129 (DU-P) začal vycházet nejdříve bílý, poté černý kouř, což byl důsledek poškození motoru (kat. AC). Nezraněn.[2]

Po návratu do vlasti 13. srpna 1945 byl ustanoven zatímním velitelem Leteckého pluku 5 v Českých Budějovicích. Zde následně působil v řadě velitelských funkcí. Dosáhl hodnosti podplukovníka. Jako „západní letec“ byl 2. února 1949 z armády propuštěn.
- 14. 8. 1945 návrat do ČSR.
- 28. 10. 1945 ustanoven zatímním velitelem leteckého pluku 5 v Českých Budějovicích.
- 10. 7. 1946 přidělen k velitelství 2. letecké divize a jmenován přednostou 1. oddělení štábu.
- 1. 8. 1946 k dosavadnímu zařazení jmenován inženýrem divize.
- 1. 5. 1947 přiznán charakter učitele létání.
- 2. 3. 1948 povoleno nosit letecký odznak britský a francouzský.
- 1. 9. 1948 povýšen do hodnosti podplukovníka.
- 7. 9. 1948 povolán do kurzu pro velitele vojenských těles.
- 2. 2. 1949 propuštěn z řad výkonných letců a poslán na dovolenou s čekaným, následně propuštěn z armády.

### Poválečná léta
Ve 33 letech začínal jako dělník u firmy MOTOR České Budějovice. Postupně si „rozšířil vzdělání" absolvováním odborného učiliště a následně střední průmyslové školy strojírenské. Podniku i Českým Budějovicím zůstal věrný až do konce svého života. Zemřel v 59 letech a je pochován v Českých Budějovicích.
- Od 12. července 1949 cenový referent v podniku Ligna – Koh-i-noor Hardtmuth v Českých Budějovicích.
- Od 17. 4. 1950 do 16. 5. 1950 Výměrem o přidělení k práci vydaným Jednotným národním výborem v Č. Budějovicích přidělen jako brigádník na stavbu plynojemu v Č. Budějovicích
- Od 1. 6. 1950 do 30.9. 1950 do Jihočeských cihelen a vápenic (pracoval na bagru v cihelně). Poté pokračoval v práci v n. p. Ligna.
- Od 24. září 1951 převeden do výroby, jako dělník v národním podniku Motor v Českých Budějovicích.
- 1951 Soustružnický kurz.
- 1956 Vyučil se zámečníkem v závodní škole práce n. p. Motor.
- 1962 Vystudoval při zaměstnání Střední průmyslovou školu strojní s maturitou v Č. Budějovicích.
- V roce 1962 onemocněl infarktem. Následně byl v invalidní důchodu od 8. 10. 1963 do 31. 3. 1966.

- Od 1. 4. 1966 do 21. 5. 1973 pracoval jako civilní zaměstnanec, technik – energetik, u Vojenského útvaru 9450 – VSB 0227 na letišti v Českých Budějovicích, na zkrácený pracovní úvazek (+ částečný invalidní důchod).

## Vojenské hodnosti
- por. letectva (14. 8. 1938)
- npor. letectva (28. 10. 1941)
- kpt. letectva (28. 10. 1944)
- škpt. letectva (1. 12. 1945)
- major letectva (28. 10. 1946)
- podplukovník letectva (1. 9. 1948)
- plukovník letectva – in memoriam (1. 6. 1991)

## Ocenění a vyznamenání
- Československý válečný kříž 1939
- Československá medaile za chrabrost
- Čs. vojenská medaile za zásluhy I. stupně
- Pamětní medaile československé armády v zahraničí
- Čs. vojenská pamětní medaile
- Pamětní plaketa k 50. výročí vzniku ČSR

V roce 1965 obdržel z Británie tato vyznamenání:
- Hvězda 1939–1945
- France and Germany Star
- Defense Medal
- War Medal 1939–1945 (89753 Fg Off)

Ocenění in memoriam:
- 1. června 1991 byl in memoriam povýšen do hodnosti plukovníka letectva.
- 7. dubna 2015 k příležitosti 40. výročí úmrtí byl vydán příležitostný štoček „PLUKOVNÍK JOSEF TĚŠÍNSKÝ“ ve strojku POSTALIA na poště Praha 1, Jindřišská 14.[4]
- 24. srpna 2015 byl v parčíku u haly starého ruzyňského letiště (Terminál IV.) odhalen památník k příležitosti 70. výročí návratu československých perutí RAF do vlasti.
- 13. listopadu 2017 byly odhaleny pamětní desky na památníku Okřídleného lva na Klárově v Praze. Je zde uvedeno všech 2507 československých příslušníků působících v RAF za II sv. války. Mezi nimi je i jméno F/O Josefa Těšínského.
- Díky organizaci Post Bellum na stránkách Příběhy našich sousedů vznikl článek: Příběh Josefa Těšínského, pilota 312. stíhací perutě RAF, který vyprávěl jeho syn Jaroslav.